# گودیوا چاکلاتیه
گودیوا چاکلاتیه (انگلیسی: Godiva Chocolatier) شرکت صنایع غذایی آمریکایی است، که در سال ۱۹۲۶ تأسیس شد.